# The Supremes A' Go-Go
Albums de The Supremes
I Hear a Symphony
(1966) Sing Holland–Dozier–Holland
(1967)
Singles
1. Love Is Like an Itching in My Heart
Sortie : 8 avril 1966
2. You Can't Hurry Love
Sortie : 25 juillet 1966

The Supremes A' Go-Go est le neuvième album du groupe The Supremes, sorti en août 1966. Il inclut notamment le single no 1 : You Can't Hurry Love.

## Titres
Toutes les chansons sont de Holland-Dozier-Holland, sauf mention contraire.

### Face 1
1. Love Is Like an Itching in My Heart – 2:56
2. This Old Heart of Mine (Is Weak for You) (Holland-Dozier-Holland, Sylvia Moy) – 2:37
3. You Can't Hurry Love – 2:48
4. Shake Me, Wake Me (When It's Over) – 2:48
5. Baby I Need Your Loving – 3:01
6. These Boots Are Made for Walkin' (Lee Hazlewood) – 2:32

### Face 2
1. I Can't Help Myself (Sugar Pie Honey Bunch) – 2:38
2. Get Ready (Smokey Robinson) – 2:44
3. Put Yourself in My Place (Holland-Dozier-Holland, John Thornton) – 2:20
4. Money (That's What I Want) (Berry Gordy, Janie Bradford) – 2:28
5. Come and Get These Memories – 2:20
6. Hang on Sloopy (Wes Farrell, Bert Russell) – 2:42

## Personnel
- Diane Ross, Florence Ballard et Mary Wilson : chant et chœurs
- The Andantes : chœurs sur Put Yourself in My Place et Come and Get These Memories
- The Funk Brothers : instrumentation
- Orchestre symphonique de Détroit : instrumentation
- Hal Davis et Frank Wilson : producteurs (These Boots Are Made for Walkin', Get Ready et Hang on Sloopy)
- Brian Holland et Lamont Dozier : producteurs (tous les autres titres)

## Classements hebdomadaires
| Classement (1966-1967)        | Meilleure place |
| ----------------------------- | --------------- |
| États-Unis (Billboard 200)    | 1               |
| États-Unis (Hot R&B)          | 1               |
| Royaume-Uni (UK Albums Chart) | 15              |